# William Paterson (homme politique canadien)
Pour les articles homonymes, voir William Paterson et Paterson.
William Paterson (19 septembre 1839-18 mars 1914) est un homme politique canadien de l'Ontario. Il est député fédéral libéral de la circonscription ontarienne de Brant-Sud de 1872 à 1896, de Grey-Nord de 1896 à 1900 et de Wentworth-Nord et Brant de 1900 à 1904 et de Brant de 1904 à 1911.

## Biographie
Né à Hamilton dans le Haut-Canada, Paterson perd ses parents du choléra en 1849 et est adopté par le révérend presbytérien Dr. Ferrier. Il étudie ensuite à Hamilton et à 
Caledonia. S'établissant à Brantford, il devient manufacturier de biscuits et confiseur avec la William Paterson Limited, plus tard vendue à George Weston (en) en 1928.
Durant sa carrière publique, il est contrôleur des Douanes de 1896 à 1897 et ministre des Douanes de 1897 à 1911. Durant son ministère et avec le ministre des Finances W. S. Fielding, il négocie un traité de réciprocité avec les États-Unis en 1911. Le 21 septembre 1911, lors des élections générales, Paterson ainsi que le Parti libéral sont battus par les conservateurs sur la question de ce traité, ces derniers y étant opposés.
Paterson sert aussi comme préfet de Brantford de 1869 à 1871 et maire de 1872 à 1873.